# Katowickie beboki
Katowickie beboki – grupa niewielkich rzeźb plenerowych przedstawiających postaci z ludowych wierzeń – beboki, rozmieszczone w różnych miejscach na terenie Katowic. Powstały one z inicjatywy i według projektu katowickiego artysty Grzegorza Chudego, a pierwsze z nich stanęły w lipcu 2021 roku w Nikiszowcu.
Beboki są porównywane do wrocławskich krasnali czy zielonogórskich bachusików, a pierwsze tego typu figurki w przestrzeni miejskiej Katowic powstały w ramach Szlaku Ślonski Godki 7 września 2017 roku, lecz uległy one wkrótce kradzieży i dewastacji. Figurki beboków autorstwa Grzegorza Chudego stanowią jedną z atrakcji turystycznych miasta Katowice.

## Charakterystyka
Katowickie beboki to grupa małych rzeźb plenerowych, które przedstawiają demona z wierzeń słowiańskich – beboka w zróżnicowanych formach i z różnymi atrybutami. Twórcą i pomysłodawcą figurek, której znajdują się w przestrzeni miejskiej Katowic, jest katowicki artysta Grzegorz Chudy, którego pracownia znajduje się na terenie Nikiszowca przy ulicy Odrowążów 9/4. Sam autor w swoich pracach przedstawia beboki jako sympatyczne stworki, a pomysł na ich wygląd zaczerpnął z rysunku dla dziecka.
Beboki są głównie projektowane na zamówienie, które jest składane przez przedsiębiorców, lokalne społeczności bądź instytucje. Figurki są przez pomysłodawców fundowane samodzielnie bądź też finansowane m.in. ze zbiórek internetowych, czy też ze sprzedaży „cegiełek”. Najpierw bebok powstaje na papierze jako szkic, następnie jako akwarela, po czym następuje odlew figurki i jej umieszczenie w określonym miejscu. Są one tworzone z brązu w zabrzańskiej pracowni, którą prowadzą Dariusz Kik i Karolina Piechota.
Figurki beboków powstają również w formie m.in. magnesów, kartek świątecznych, akwareli, a także jako maskotki wykonywane przez Ewę Kapias ze Stowarzyszenia Rękodzieła „Manufaktura KrysKa Designe”, mającego siedzibę w Katowicach przy ulicy św. Anny.
Katowickie beboki stanowią jedną z atrakcji turystycznych Katowic i są porównywane do wrocławskich krasnali, czy też do bachusików w Zielonej Górze. Na ich bazie funkcjonuje Katowicki Szlak Beboków, który z założenia ma zachęcać turystów do zwiedzania miasta. Organizatorzy umożliwili m.in. zbieranie stempli, za które jest możliwość otrzymania odznaki łowcy beboków.
Mieszkańcy miasta i instytucje opiekujące się figurkami przy różnych okazjach przebierają niektóre beboki w stroje, np. ciepłe ubrania, kostiumy halloweenowe czy akcesoria informujące o akcjach społecznych.

## Lista beboków

### Lista beboków projektu Grzegorza Chudego na terenie Katowic
| Lp.    | Imię                         | Opis | Rok  | Lokalizacja | Współrzędne                                   | Zdjęcie         | Źr.                  |
| ------ | ---------------------------- | --- | ---- | --- | --------------------------------------------- | --------------- | -------------------- |
| 1      | Wincynt                      | Bebok symbolizujący górnika | 2021 | Janów-Nikiszowiec; pod makietą Nikiszowca przed kościołem św. Anny                                                           | 50°14′37,0″N 19°04′56,3″E/50,243611 19,082306 |                 | [ 2 ]                |
| 2      | Michalino                    | Beboczka trzymająca kubek z kawą | 2021 | Janów-Nikiszowiec; na parapecie Cafe Byfyj od strony ul. B. Krawczyka                                                        | 50°14′36,2″N 19°04′51,9″E/50,243389 19,081083 |                 | [ 2 ]                |
| 3-4    | Frelka i Miglanc             | Beboki przedstawione jako postaci wracające z zakupów | 2021 | Śródmieście; przed głównym wejściem do Galerii Katowickiej (ul. 3 Maja 30)                                                   | 50°15′33,9″N 19°01′05,3″E/50,259417 19,018139 |                 | [ 12 ]               |
| 5      | Kuklok                       | Bebok przedstawiony jako strażak; jego imię nawiązuje do pseudonimu Adama Kusza, jednego ze strażaków OSP Dąbrówka Mała                                              | 2022 | Dąbrówka Mała; przed budynkiem OSP Dąbrówka Mała (ul. Strzelców Bytomskich 33)                                               | 50°16′45,9″N 19°04′05,8″E/50,279417 19,068278 |                 | [ 13 ]               |
| 6      | Fazan                        | Bebok przedstawiony jako budowniczy; jego imię pochodzi z etnolektu śląskiego i oznacza bażanta                                                                      | 2022 | Kostuchna; na obmurowaniu fontanny na osiedlu Bażantowo (ul. Bażantów)                                                       | 50°11′59,1″N 18°58′43,4″E/50,199750 18,978722 |                 | [ 14 ]               |
| 7      | Bebook                       | Bebok symbolizujący miłośnika literatury | 2022 | Śródmieście; przy latarni na dziedzińcu Pałacu Młodzieży (ul. Mikołowska 26)                                                 | 50°15′16,8″N 19°00′41,8″E/50,254667 19,011611 |                 | [ 15 ]               |
| 8      | Jorguś                       | Bebok uciekający z „Atelier z akwarelami” – galerii sztuki Grzegorza Chudego                                                                                         | 2022 | Janów-Nikiszowiec; przy oknie familoka na skrzyżowaniu ul. A. Czechowa i Odrowążów                                           | 50°14′29,5″N 19°04′53,5″E/50,241528 19,081528 |                 | [ 10 ]               |
| 9      | Mikoś                        | Bebok przedstawiony jako utalentowany piłkarz i uczeń | 2022 | Załęska Hałda-Brynów; przy wejściu do ZSTiO nr 2 w Katowicach (ul. Mikołowska 131)                                           | 50°14′39,3″N 18°59′45,7″E/50,244250 18,996028 |                 | [ 16 ]               |
| 10     | Ernest                       | Bebok symbolizujący hokeistę; upamiętnia Marka Polha, zawodnika Naprzodu Janów                                                                                       | 2022 | Janów-Nikiszowiec; przed wejściem na lodowisko „Jantor” (ul. Z. Nałkowskiej 10)                                              | 50°14′42,2″N 19°04′56,6″E/50,245056 19,082389 |                 | [ 17 ]               |
| 11     | Bōnclok                      | Bebok trzymający sztućce | 2022 | Śródmieście; w strefie restauracyjnej Galerii Katowickiej (ul. 3 Maja 30)                                                    | 50°15′33,5″N 19°01′04,6″E/50,259306 19,017944 |                 | [ 18 ]               |
| 12     | Boguć                        | Bebok sprawdzający jakość wyprodukowanej filiżanki | 2022 | Zawodzie; na parapecie witryny sklepu w Fabryce Porcelany (ul. Porcelanowa 23)                                               | 50°15′17,7″N 19°03′44,7″E/50,254917 19,062417 |                 | [ 19 ]               |
| 13     | Ferdynand                    | Bebok przedstawiający górnika | 2022 | Bogucice; w parku Boguckim, w jego środkowej części (ul. Kopalniana)                                                         | 50°15′49,0″N 19°02′18,3″E/50,263611 19,038417 |                 | [ 20 ]               |
| 14     | Florka                       | Beboczka trzymająca w ręku logo Katowic (sygnet w kształcie serca)                                                                                                   | 2023 | Śródmieście; na placu Kwiatowym (Rynek)                                                                                      | 50°15′31,8″N 19°01′17,0″E/50,258833 19,021389 |                 | [ 21 ]               |
| 15     | Artur                        | Bebok ubrany w luźny kaptur ze sprayem w ręku | 2023 | Kostuchna; przed galerią Dagma Art na os. Bażantowo (ul. A. Puchały 4/1)                                                     | 50°11′58,1″N 18°58′47,6″E/50,199472 18,979889 |                 | [ 22 ]               |
| 16     | Kasia                        | Beboczka jako uczennica nosząca plecak i trzymająca gęsie pióro | 2023 | Śródmieście; przy wejściu do siedziby III LO im. A. Mickiewicza w Katowicach (ul. A. Mickiewicza 11)                         | 50°15′41,4″N 19°01′04,6″E/50,261500 19,017944 |                 | [ 23 ]               |
| 17     | Ewald                        | Bebok w roli artysty malującego Giszowiec; jego imię nawiązuje do Ewalda Gawlika, malarza Grupy Janowskiej                                                           | 2023 | Giszowiec; przy wejściu do budynku filii MCK „Szopienice-Giszowiec” (pl. Pod Lipami 1)                                       | 50°13′19,1″N 19°04′02,4″E/50,221972 19,067333 |                 | [ 24 ]               |
| 18     | Halabardzik                  | Bebok nawiązujący do działalności centrum, przy którym stoi; trzyma w ręku halabardę                                                                                 | 2023 | Ligota-Panewniki; przy CIM „Bezpieczna Twierdza” (ul. Panewnicka 13)                                                         | 50°13′31,5″N 18°58′16,8″E/50,225417 18,971333 |                 | [ 25 ]               |
| 19     | Szperhok Szperhok II         | Bebok trzymający w ręku klucz, którym otwiera wielką kłódkę (drugi bebok w środku sklepu)                                                                            | 2023 | Koszutka; przy wejściu do Śląskiego Centrum Zabezpieczeń (ul. G. Morcinka 11)                                                | 50°16′04,5″N 19°01′17,9″E/50,267917 19,021639 |                 | [ 26 ]               |
| 20     | Baśka                        | Beboczka z kokardką, trzymająca w ręce nożyczki | 2023 | Bogucice; przy wejściu do salonu fryzjerskiego (ul. Wrocławska 36)                                                           | 50°15′58,7″N 19°02′40,2″E/50,266306 19,044500 |                 | [ 27 ]               |
| 21     | Sajdoczek                    | Bebok w postaci koszykarza; upamiętnia nauczyciela wychowania fizycznego Tadeusza Sajdę                                                                              | 2023 | Piotrowice-Ochojec; przed wejściem do SP nr 27 im. W. Szafera (ul. S. Łętowskiego 18)                                        | 50°12′16,6″N 18°59′12,0″E/50,204611 18,986667 |                 | [ 28 ]               |
| 22     | Hercklekotek                 | Bebok przedstawiony jako zaczytany student siedzący na książkach | 2023 | Śródmieście; przed biblioteką Śląskiego Uniwersytetu Medycznego (ul. Warszawska 14)                                          | 50°15′32,6″N 19°01′32,3″E/50,259056 19,025639 |                 | [ 29 ] [ 30 ]        |
| 23     | Statusia                     | Beboczka trzymająca w rękach laptopa; obok niej znajduje się wykres słupkowy                                                                                         | 2023 | Wełnowiec-Józefowiec; przy siedzibie Urzędu Statystycznego w Katowicach (ul. Owocowa 3)                                      | 50°16′37,6″N 19°01′26,3″E/50,277111 19,023972 |                 | [ 31 ]               |
| 24     | Szwajka                      | Beboczka-podolożka, z założenia mająca przypominać o dbaniu o stopy                                                                                                  | 2023 | Śródmieście; na parapecie gabinetu lekarskiego przy ul. Francuskiej 11/1                                                     | 50°15′22,0″N 19°01′39,6″E/50,256111 19,027667 |                 | [ 32 ]               |
| 25     | Rajza                        | Beboczka-turystka mająca na głowie kapelusz, ciągnąca za sobą walizkę podróżną                                                                                       | 2023 | Śródmieście; przy hotelu Mercure (ul. Młyńska 6)                                                                             | 50°15′30,1″N 19°01′09,2″E/50,258361 19,019222 |                 | [ 33 ]               |
| 26     | Katewuś                      | Bebok układający klocki, których kształt nawiązuje do biurowców .KTW                                                                                                 | 2023 | Koszutka; na skwerze obok biurowców .KTW (al. W. Roździeńskiego 1)                                                           | 50°15′51,3″N 19°01′36,2″E/50,264250 19,026722 |                 | [ 34 ]               |
| 27-28  | Sztefa i Erwinek             | Dwie figurki nawiązujące do magla w Nikiszowcu; imiona pochodzą od Stefanii Blaut, działaczki na rzecz MHK i Nikiszowca, oraz Erwina Sówki, malarza Grupy Janowskiej | 2023 | Janów-Nikiszowiec; parapet budynku Działu Etnologii Miasta MHK (ul. Rymarska 4)                                              | 50°14′38,8″N 19°04′55,3″E/50,244111 19,082028 |                 | [ 35 ] [ 36 ]        |
| 29     | Uncjusz                      | Bebok trzymający w rękach złotą monetę | 2023 | Śródmieście; przed kantorem przy ul. Wawelskiej (w kamienicy przy ulicy 3 Maja 18)                                           | 50°15′33,7″N 19°01′10,7″E/50,259361 19,019639 |                 | [ 37 ]               |
| 30     | Harmonia                     | Beboczka stojąca na równoważni | 2023 | Szopienice-Burowiec; przy Centrum Psychiatrii w Katowicach (ul. J. Korczaka 27)                                              | 50°16′17,7″N 19°05′03,6″E/50,271583 19,084333 |                 | [ 38 ]               |
| 31     | Francik                      | Bebok trzymający w dłoni wróbla, co stanowi nawiązanie do św. Franciszka z Asyżu                                                                                     | 2023 | Ligota-Panewniki; na osiedlu Franciszkańskim (skwer przy ul. Książęcej 35)                                                   | 50°13′50,1″N 18°57′50,8″E/50,230583 18,964111 |                 | [ 39 ]               |
| 32     | Wituś                        | Bebok ubrany w beret wojskowy i trzymający tarczę, nawiązujący do profilu edukacyjnego szkoły                                                                        | 2023 | Osiedle Witosa; wewnątrz budynku XV LO im. rtm. W. Pileckiego (ul. Obroki 87)                                                | 50°15′58,7″N 18°57′55,3″E/50,266306 18,965361 |                 | [ 40 ]               |
| 33     | Gretka                       | Beboczka siedząca na huśtawce | 2023 | Janów-Nikiszowiec; w oknie pracowni KrysKa Designe (ul. św. Anny 11)                                                         | 50°14′31,9″N 19°04′51,9″E/50,242194 19,081083 |                 | [ 41 ]               |
| 34-35  | KlachUla i Kneflik           | Dwie figurki; KlachUla trzyma tradycyjny telefon, a Kneflik smartfon                                                                                                 | 2023 | Dąb; przed wejściem do Face2Face Business Campus (ul. Żelazna 2)                                                             | 50°16′01,3″N 19°00′33,2″E/50,267028 19,009222 |                 | [ 42 ]               |
| 36     | Pelagia                      | Beboczka ubrana w zimowy ubiór, trzymająca przed sobą kaloryfer | 2023 | Bogucice; przy budynku firmy Dalkia (ul. ks. F. Ścigały 14)                                                                  | 50°15′54,7″N 19°02′22,6″E/50,265194 19,039611 |                 | [ 43 ]               |
| 37     | Majster                      | Bebok trzymający litery „Z”, „D” i „Z” | 2023 | Śródmieście; przy wejściu do Zakładu Doskonalenia Zawodowego (ul. Z. Krasińskiego 2)                                         | 50°15′20,3″N 19°01′51,9″E/50,255639 19,031083 |                 | [ 44 ]               |
| 38     | Hasik                        | Bebok stojący na śmieciarce | 2023 | Śródmieście; przy bazie MPGK (ul. Bankowa 10)                                                                                | 50°15′35,4″N 19°01′42,3″E/50,259833 19,028417 |                 | [ 45 ]               |
| 39     | Jurek                        | Bebok upamiętniający himalaistę Jerzego Kukuczkę, absolwenta szkoły; postać ta wspina się po elewacji budynku                                                        | 2023 | Bogucice; wisi na elewacji SP nr 13 im. św. Barbary (ul. W. Wróblewskiego 42-44)                                             | 50°16′06,9″N 19°02′29,1″E/50,268583 19,041417 |                 | [ 46 ]               |
| 40     | Antenek                      | Bebok w roli reportera trzymającego w dłoni mikrofon | 2023 | Śródmieście; przy wejściu do siedziby Polskiego Radia Katowice (ul. J. Ligonia 29)                                           | 50°15′11,4″N 19°01′16,6″E/50,253167 19,021278 |                 | [ 47 ]               |
| 41     | Dochtorka Cila               | Beboczka w roli pediatry | 2023 | Brynów-Osiedle Zgrzebnioka; przy klinice Bluemed Clinic (ul. św. Huberta 6)                                                  | 50°13′45,2″N 18°59′49,7″E/50,229222 18,997139 |                 | [ 48 ]               |
| 42     | Anton                        | Bebok w roli urzędnika; jego imię nawiązuje do Antona Uthemanna | 2023 | Szopienice-Burowiec; przed d. ratuszem gminy Szopienice (ul. Wiosny Ludów 24)                                                | 50°15′43,7″N 19°05′56,6″E/50,262139 19,099056 |                 | [ 48 ]               |
| 43-44  | Staś i Hela                  | Para beboków w roli uczniów; Staś wręcza swojej towarzyszce Heli kwiat maku                                                                                          | 2024 | Koszutka; przed budynkiem IV LO im. gen. S. Maczka (ul. Katowicka 54)                                                        | 50°16′10,3″N 19°01′45,2″E/50,269528 19,029222 |                 | [ 49 ]               |
| 45     | Gajerek                      | Bebok ubrany w elegancki garnitur | 2024 | Koszutka; na parapecie okna sklepu odzieżowego (ul. G. Morcinka 23)                                                          | 50°16′06,1″N 19°01′11,0″E/50,268361 19,019722 |                 | [ 50 ]               |
| 46     | Dentruś                      | Bebok w roli dentysty | 2024 | Wełnowiec-Józefowiec; przy klinice stomatologicznej (ul. ks. P. Ściegiennego 49)                                             | 50°16′38,2″N 19°00′31,3″E/50,277278 19,008694 |                 | [ 37 ]               |
| 47     | Konopiusz                    | Bebok w czapeczce z gazety trzymający przy sobie pędzel | 2024 | Śródmieście; przed wejściem do gmachu II LO im. M. Konopnickiej (ul. B. Głowackiego 6)                                       | 50°15′06,9″N 19°00′38,5″E/50,251917 19,010694 |                 | [ 51 ]               |
| 48     | Zefel                        | Bebok posiadający przy sobie narzędzia i gadżety | 2024 | Śródmieście; przy Cechu Rzemiosł Różnych i Przedsiębiorczości (ul. A. Mickiewicza 32)                                        | 50°15′45,0″N 19°00′53,7″E/50,262500 19,014917 |                 | [ 52 ]               |
| 49     | Akademikus                   | Bebok ubrany z togę i biret, trzymający w ręku berło rektorskie | 2024 | Piotrowice-Ochojec; przy budynku Akademii Górnośląskiej (ul. Harcerzy Września 1939 3)                                       | 50°12′44,2″N 18°58′37,9″E/50,212278 18,977194 |                 | [ 53 ]               |
| 50     | Szpilok                      | Bebok w roli gracza; w ręku trzyma pada do gier, a na głowie ma słuchawki z mikrofonem                                                                               | 2024 | Śródmieście; w patio kompleksu Global Office Park (ul. Zabrska 17-19)                                                        | 50°15′48,3″N 19°00′43,5″E/50,263417 19,012083 |                 | [ 54 ]               |
| 51     | Stawik                       | Bebok w roli wędkarza, łowiącego ze stawów | 2024 | Osiedle Paderewskiego-Muchowiec; przed galerią handlową 3 Stawy (ul. gen. K. Pułaskiego 60)                                  | 50°14′36,9″N 19°02′11,1″E/50,243583 19,036417 |                 | [ 37 ] [ 30 ]        |
| 52     | Bazyl                        | Bebok jako pizzerman, trzymający pizzę oraz łopatę do pieca | 2024 | Bogucice; przy pizzerii (ul. Katowicka 38)                                                                                   | 50°16′07,9″N 19°01′57,1″E/50,268861 19,032528 |                 | [ 55 ]               |
| 53     | Doradziejka                  | Beboczka trzymająca w jednej rączce zbiór przepisów podatkowych, a w drugiej parasolkę                                                                               | 2024 | Koszutka; na fontannie (pl. Grunwaldzki)                                                                                     | 50°16′06,1″N 19°01′19,0″E/50,268361 19,021944 |                 | [ 7 ]                |
| 54     | Taryfiorz                    | Bebok siedziący w samochodzie | 2024 | Piotrowice-Ochojec; przy siedzibie firmy transportowej (ul. Zbożowa 42b)                                                     | 50°12′47,6″N 18°58′39,7″E/50,213222 18,977694 |                 | [ 30 ] [ 56 ]        |
| 55     | Lusia                        | Beboczka nosząca imię Łucji Staniczek, propagatorki górnośląskiej kultury                                                                                            | 2024 | Piotrowice-Ochojec; przy Miejskim Przedszkolu nr 93 (ul. S. Łętowskiego 24)                                                  | 50°12′17,7″N 18°59′14,0″E/50,204917 18,987222 |                 | [ 37 ] [ 30 ]        |
| 56     | Karlik                       | Bebok trzymający w ręku żeleźniok (piecyk) | 2024 | Osiedle Witosa; przy Szkole Podstawowej nr 33 im. S. Ligonia (ul. Witosa 23)                                                 | 50°15′35,6″N 18°58′21,1″E/50,259889 18,972528 |                 | [ 30 ] [ 57 ]        |
| 57     | Tauzenik                     | Bebok trzymający w rękach dużą kukurydzę, stanowiącą nawiązanie do pobliskiego kompleksu wysokościowców                                                              | 2024 | Osiedle Tysiąclecia; na skwerze (ul. Zawiszy Czarnego 8)                                                                     | 50°16′48,9″N 18°58′40,9″E/50,280250 18,978028 |                 | [ 58 ]               |
| 58     | Szerlok                      | Bebok w roli detektywa | 2024 | Śródmieście; przy wejściu do gmachu Wydziału Prawa i Administracji UŚ (ul. Bankowa 11b)                                      | 50°15′37,8″N 19°01′55,9″E/50,260500 19,032194 |                 | [ 37 ] [ 30 ]        |
| 59     | Witosiak                     | Bebok układający postać z kasztanów | 2024 | Osiedle Witosa; na pl. św. Herberta                                                                                          | 50°15′33,9″N 18°58′08,1″E/50,259417 18,968917 |                 | [ 30 ] [ 59 ]        |
| 60     | Dorka                        | Beboczka stojąca z tytą; jej imię nawiązuje do prof. Doroty Simonides, która była absolwentką szkoły                                                                 | 2024 | Janów-Nikiszowiec; przy budynku Szkoły Podstawowej nr 53 (pl. Wyzwolenia 18)                                                 | 50°14′35,9″N 19°05′01,2″E/50,243306 19,083667 |                 | [ 60 ]               |
| 61     | Ludolfina                    | Beboczka trzymająca kartę asa pik; karta nawiązuje do potocznej nazwy szkoły: „PIK”, imię to jedna z nazw liczby pi                                                  | 2024 | Śródmieście; przy budynku VIII Liceum Ogólnokształcącego w Katowicach (ul. 3 Maja 42)                                        | 50°15′34,7″N 19°00′55,5″E/50,259644 19,015417 |                 | [ 61 ]               |
| 62     | Ekonomik                     | Bebok ekonomista, czytający książkę | 2024 | Zawodzie; przy budynku Centrum Nowoczesnych Technologii Uniwersytetu Ekonomicznego (ul. Bogucicka 5)                         | 50°15′36,9″N 19°02′43,2″E/50,260261 19,045344 |                 | [ 62 ] [ 30 ]        |
| 63     | Profesor Quatronus           | Bebok w roli czarodzieja, trzymający w rękach latającą miotłę i różdżkę                                                                                              | 2024 | Kostuchna; na słupku przed biurem turystycznym Quatronum (ul. T. Boya-Żeleńskiego 68)                                        | 50°11′06,7″N 18°59′45,5″E/50,185194 18,995972 |                 | [ 60 ]               |
| 64     | Rechtula                     | Beboczka w roli Temidy, trzymająca w jednej ręce wagę, a w drugiej procę                                                                                             | 2024 | Janów-Nikiszowiec; przed siedzibą kancelarii adwokackiej (ul. Bzów 7a)                                                       | 50°14′24,3″N 19°05′50,6″E/50,240083 19,097389 |                 | [ 63 ]               |
| 65     | Fundek                       | Bebok mający przed sobą wielki globus | 2024 | Śródmieście; przed wejściem do siedziby Funduszu Górnośląskiego (ul. Sokolska 8)                                             | 50°15′41,4″N 19°00′52,8″E/50,261500 19,014667 |                 | [ 63 ]               |
| 66     | Aptykorz                     | Bebok farmaceuta przy wielkim moździerzu | 2024 | Janów-Nikiszowiec; przed wejściem do apteki (ul. Grodowa 1)                                                                  | 50°14′30,2″N 19°05′23,7″E/50,241722 19,089917 |                 | [ 64 ]               |
| 67     | Poli(sh)glotek               | Bebok opierający się o walizkę | 2024 | Śródmieście; przed wejściem do Wydziału Humanistycznego Uniwersytetu Śląskiego (ul. Uniwersytecka 4)                         | 50°15′40,2″N 19°01′33,6″E/50,261158 19,026011 |                 | [ 65 ]               |
| 68     | Prof. Ligotek                | Bebok w roli lekarza | 2024 | Ligota-Panewniki; przy wejściu do Uniwersyteckiego Centrum Klinicznego, Lokalizacja Ligota (ul. Medyków 14)                  | 50°13′27,0″N 18°57′16,4″E/50,224167 18,954556 |                 | [ 30 ] [ 66 ] [ 67 ] |
| 69     | Prof. Cegiełka               | Beboczka-lekarka z okularami | 2024 | Brynów-Osiedle Zgrzebnioka; przy wejściu do Uniwersyteckiego Centrum Klinicznego, Lokalizacja Ceglana (ul. Ceglana 35)       | 50°14′39,8″N 19°00′56,2″E/50,244381 19,015622 |                 | [ 30 ] [ 68 ] [ 67 ] |
| 70     | Ancug                        | Bebok jako uczeń ŚTZN | 2024 | Śródmieście; przy wejściu do głównego budynku Śląskich Technicznych Zakładów Naukowych (ul. Sokolska 26)                     | 50°15′51,7″N 19°00′54,4″E/50,264361 19,015111 |                 | [ 30 ]               |
| 71-73  | Bebokowo familijo zastympczo | Rodzina zastępcza beboków | 2024 | Koszutka; przy placu zabaw w parku A. Budnioka                                                                               | 50°16′05,1″N 19°00′55,9″E/50,268089 19,015517 |                 | [ 69 ] [ 70 ]        |
| 74     | Floorek                      | Bebok z lornetką, w oknie restauracji | 2024 | Śródmieście wewnątrz restauracji 27th Floor w wieżowcu Altus (ul. Uniwersytecka 13)                                          | 50°15′42,4″N 19°01′30,6″E/50,261772 19,025181 |                 | [ 71 ]               |
| 75     | Cinibek                      | Bebok na łyżwach przy stosie książek, trzymający tablet | 2024 | Śródmieście; przy Centrum Informacji Naukowej i Bibliotece Akademickiej (ul. Bankowa 11a)                                    | 50°15′37,1″N 19°01′48,4″E/50,260303 19,030114 |                 | [ 72 ] [ 73 ]        |
| 76     | Ecik                         | Bebok w roli adwokata | 2024 | Śródmieście; na oknie siedziby Okręgowej Rady Adwokackiej w Katowicach (ul. Gliwicka 17)                                     | 50°15′40,3″N 19°00′34,6″E/50,261189 19,009597 |                 | [ 74 ]               |
| 77     | Bławatek                     | Bebok trzymający słoik z miodem | 2024 | Koszutka; przed Miejskim Przedszkolem nr 52 w Katowicach (ul. K. Iłłakowiczówny 15a)                                         | 50°16′23,8″N 19°01′13,3″E/50,273278 19,020361 |                 | [ 75 ] [ 76 ]        |
| 78     | Walenty                      | Bebok hutnik | 2024 | Szopienice-Burowiec; na skwerze W. Roździeńskiego                                                                            | 50°15′52,0″N 19°05′19,1″E/50,264453 19,088625 |                 | [ 77 ]               |
| 79     | Sztrōmek                     | Bebok energetyk | 2024 | Dąb; przed budynkiem Tauronu w Katowicach (ul. Widok 19)                                                                     | 50°16′14,0″N 19°00′53,2″E/50,270553 19,014778 |                 | [ 78 ]               |
| 80-81  | Ema i Oswald                 | Beboki harcerze, nazwane na cześć założycieli harcerstwa na Wełnowcu, Emy Wolny i Oswalda Kozioła                                                                    | 2024 | Wełnowiec-Józefowiec; przed Domem Harcerza (ul. T. Kotlarza 10a)                                                             | 50°16′44,9″N 19°00′35,3″E/50,279144 19,009808 |                 | [ 79 ] [ 80 ]        |
| 82     | Rawka                        | Beboczka surferka | 2024 | Zawodzie; na skwerze E. Breitkopfa                                                                                           | 50°15′31,6″N 19°02′50,5″E/50,258778 19,047356 |                 | [ 81 ] [ 82 ]        |
| 83     | Cukerzołza                   | Beboczka z tortem i różdżką | 2025 | Załęże; na parapecie przy wejściu do cukierni (ul. Gliwicka 107)                                                             | 50°15′52,4″N 18°59′57,1″E/50,264544 18,999208 |                 | [ 83 ]               |
| 84     | Anielik                      | Bebok ze skrzydłami anioła | 2025 | Śródmieście; przy bramie kamienicy (ul. Opolska 15)                                                                          | 50°15′41,4″N 19°00′48,4″E/50,261503 19,013444 |                 | [ 84 ]               |
| 85     | Baildonowiec                 | Bebok hutnik-walcownik przy walcarce, tzw. klatce walcowniczej z napisem „PTTK BAILDON”                                                                              | 2025 | Dąb; przy skrzyżowaniu ulicy Żelaznej z drogą do zakładu BGH; rejon nieistniejącej huty „Baildon”                            | 50°15′59,9″N 19°00′28,9″E/50,266639 19,008028 |                 | [ 85 ]               |
| 86     | Rajzuś                       | Bebok turysta, w czapce z napisem „PTTK” | 2025 | Śródmieście; przy Centrum Informacji Turystycznej (Rynek 13)                                                                 | 50°15′31,2″N 19°01′16,4″E/50,258656 19,021228 |                 | [ 86 ]               |
| 87     | Gwjoździorz                  | Bebok astronom z lunetą i astrolabium, nawiązuje do patrona szkoły: Mikołaja Kopernika                                                                               | 2025 | Ligota-Panewniki; przy Szkole Podstawowej nr 34 (ul. Zielonogórska 3)                                                        | 50°13′27,1″N 18°58′33,9″E/50,224189 18,976078 |                 | [ 87 ]               |
| 88     | Hipolit                      | Bebok na wózku inwalidzkim, w toczku, trzymający podkowę | 2025 | Janów-Nikiszowiec; przy ośrodku hipoterapii (ul. Strumienna 3)                                                               | 50°14′03,6″N 19°05′32,9″E/50,234328 19,092475 |                 | [ 88 ]               |
| 89     | Kokotek                      | Bebok napełniający szklankę wodą z kranu | 2025 | Szopienice-Burowiec; przy siedzibie Katowickich Wodociągów (ul. Obrońców Westerplatte 89)                                    | 50°15′54,3″N 19°04′23,9″E/50,265089 19,073319 |                 | [ 89 ] [ 90 ]        |
| 90     | Zeflik                       | Bebok trzymający rybę | 2025 | Załęska Hałda-Brynów; skrzyżowanie ulicy Rolnej i ulicy Wodospady, niedaleko kamienia granicznego między Ligotą a Brynowem   | 50°13′53,0″N 18°58′55,0″E/50,231403 18,981939 |                 | [ 91 ]               |
| 91     | Autoni                       | Bebok superbohater, trzymający element puzzli | 2025 | Osiedle Tysiąclecia; przez siedzibą Zespołu Szkół nr 3 w Katowicach (ul. Bolesława Chrobrego 4)                              | 50°16′46,8″N 18°58′18,1″E/50,279664 18,971708 | Bebok Autoni    | [ 92 ] [ 93 ]        |
| 92     | Wandrusik                    | Bebok wędrowiec | 2025 | Śródmieście; w siedzibie biura podróży w zabytkowej kamienicy (ul. Stawowa 4)                                                | 50°15′38,6″N 19°01′05,4″E/50,260728 19,018172 | Bebok Wandrusik | [ 94 ] [ 93 ]        |
| 93-94  | Szpeniol i Śpik              | Dwa beboki symbolizujące postacie mistrza i ucznia | 2025 | Koszutka; przed siedzibą Śląskiej Izby Lekarskiej (ul. M. Grażyńskiego 49a)                                                  | 50°16′08,2″N 19°01′00,3″E/50,268944 19,016750 | Szpeniol i Śpik | [ 95 ]               |
| 95     | Belek                        | Bebok w roli spawacza, z maską spawalniczą i palnikiem, grawerujący napis ze swoim imieniem                                                                          | 2025 | Janów-Nikiszowiec; przy wejściu do siedziby Zespołu Szkół Zawodowych nr 3 im. Adama Kocura w Katowicach (ul. Szopienicka 66) | 50°15′08,8″N 19°05′06,1″E/50,252444 19,085028 | Belek           | [ 96 ]               |
| 96     | Ligotka                      | Beboczka w roli mażoretki | 2025 | Ligota-Panewniki; przy wejściu do siedziby Miejskiego Domu Kultury „Ligota” (ul. Franciszkańska 33)                          | 50°13′41,1″N 18°58′23,2″E/50,228072 18,973106 | Ligotka         | [ 97 ]               |
| 97     | Józa                         | Bebok zaglądający do tomografu | 2025 | Brynów-Osiedle Zgrzebnioka; przed centrum medycznym (ul. Ceglana 7)                                                          | 50°14′37,9″N 19°01′22,8″E/50,243867 19,023000 | Józa            | [ 98 ]               |
| 98     | Leśniczyna                   | Beboczka z konewką | 2025 | Murcki; przed siedzibą Szkoły Podstawowej nr 48 im. J. Ligonia w Katowicach (ul. Bielska 14)                                 | 50°11′53,4″N 19°02′42,9″E/50,198172 19,045236 | Leśniczyna      | [ 98 ]               |
| 99-100 | Georg i Emil                 | Beboki-budowniczowie, upamiętniające Georga i Emila Zillmannów | 2025 | Giszowiec; przy wejściu do Śląskiej Okręgowej Izby Inżynierów Budownictwa (ul. Adama 1b)                                     | 50°13′09,3″N 19°04′24,5″E/50,219239 19,073469 |                 | [ 93 ] [ 98 ] [ 99 ] |
| 101    | Nomek                        | Bebok-strażak | 2025 | Śródmieście; ul. Plebiscytowa 36                                                                                             | 50°15′07,2″N 19°01′12,7″E/50,251997 19,020194 |                 | [ 30 ]               |
| 102    | Zwusik                       | Bebok-kolejarz, obsługujący semafor | 2025 | Wełnowiec-Józefowiec; przy wejściu siedziby zakładu Alstom ZWUS (ul. Modelarska 12)                                          | 50°16′50,8″N 19°00′59,2″E/50,280769 19,016439 |                 | [ 100 ]              |
| 103    | Suficiorz                    | Bebok podwieszający sufit | 2025 | Piotrowice-Ochojec; na dachu siedziby producenta sufitów podwieszanych (ul. Barcelońska 1)                                   | 50°12′21,0″N 18°57′42,7″E/50,205839 18,961872 | Suficiorz       | [ 101 ]              |
| 104    | Imbusik                      | Bebok z imbusem - specjalista od skręcania mebli | 2025 | Dąbrówka Mała; przed wejściem do sklepu IKEA                                                                                 | 50°16′14,6″N 19°03′36,4″E/50,270717 19,060117 |                 | [ 102 ] [ 93 ]       |

### Lista beboków projektu Grzegorza Chudego poza Katowicami
| Lp. | Imię        | Opis                                          | Rok  | Lokalizacja                                        | Współrzędne                                   | Zdjęcie | Źr.            |
| --- | ----------- | --------------------------------------------- | ---- | -------------------------------------------------- | --------------------------------------------- | ------- | -------------- |
| 1   | Kuracjuszka | Beboczka, która wybrała się nad polskie morze | 2023 | Sopot; przy Sopotorium (ul. Bitwy pod Płowcami 52) | 54°26′02,6″N 18°34′44,6″E/54,434058 18,579042 |         | [ 103 ] [ 30 ] |

### Lista figurek pochodzących ze Szlaku Ślonski Godki
| Nazwa    | Opis                                         | Data | Lokalizacja                                                             | Współrzędne                                   | Zdjęcie | Źr.     |
| -------- | -------------------------------------------- | ---- | ----------------------------------------------------------------------- | --------------------------------------------- | ------- | ------- |
| Bebok    | Przedstawia beboka z górnośląskich wierzeń   | 2017 | Koszutka; na schodach pomiędzy Spodkiem a MCK (pl. Sławika i Antalla 1) | 50°15′56,3″N 19°01′34,2″E/50,265639 19,026167 |         | [ 104 ] |
| Skarbnik | Przedstawia demona słowiańskiego – Skarbnika | 2017 | Śródmieście; przy fontannie przed DH „Skarbek” (ul. A. Mickiewicza 4)   | 50°15′35,2″N 19°01′16,5″E/50,259778 19,021250 |         | [ 104 ] |
| Drach    | Przedstawia smoka                            | 2018 | Chorzów; w okolicach wejścia do Legendii (pl. Atrakcji 1)               | 50°16′23,0″N 18°59′28,5″E/50,273056 18,991250 |         | [ 105 ] |

## Historia

### Szlak Ślonski Godki

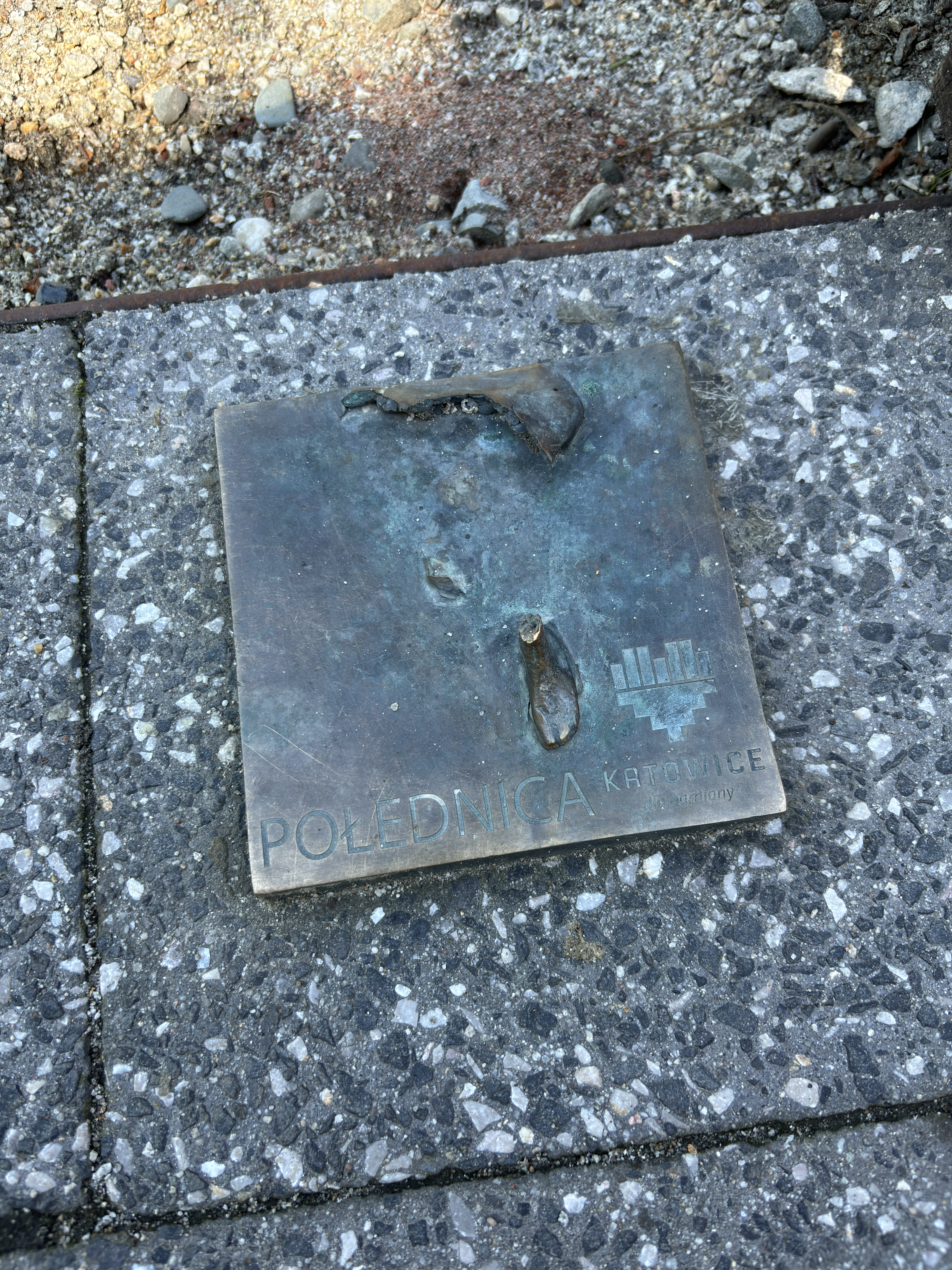
Pozostałości figurki Połednicy ze Szlaku Ślonski Godki, znajdujące się w pobliżu siedziby NOSPR-u (2024)

Pierwsze małe rzeźby plenerowe w przestrzeni Katowic powstały w ramach Szlaku Ślonski Godki. Miały go tworzyć niewielkie figurki rozmieszczone w centrum miasta (na podobieństwo wrocławskich krasnali), symbolizujące słowo bądź postać wywodzące się z górnośląskiej tradycji. Celem szlaku było zachęcenie ludzi do odkrywania lokalnej tradycji i kultury, a w poszukiwaniu figurek pomóc miały specjalne ogólnodostępne mapki. Projekt powstał w wyniku współpracy osób związanych z wydarzeniem Ogrody Przedsiębiorczości i z katowickim Urzędem Miasta. Szlak obejmował następujące postaci: Skarbnik, Utopek, Heksa (czarownica), Połednica, Bebok, Strziga, Geld (przedstawiała postać Karola Goduli), Maszkieciorz (postać lubiąca słodycze) i Drach (smok).
Działalność Szlaku Ślonski Godki zainaugurowano w ramach 152. urodzin Katowic 7 września 2017 roku przy Teatrze Ateneum. Funkcjonował on tylko przez jeden dzień – 8 września odkryto, że większość figurek uległa dewastacji. Zostały one zniszczone lub ukradzione, co spowodowało konieczność zamknięcia szlaku poprzez usunięcie figurek, które ocalały. Początkowo miasto zamierzało odnowić szlak poprzez zastąpienie starych figurek nowymi, wytworzonymi z materiałów wytrzymałych na dewastację.
26 kwietnia 2018 roku skradziona została figurka Geld, przetrwawszy na szlaku tylko dwa dni. W czerwcu policjanci odzyskali figurkę Połednica, którą ukradziono pod koniec maja z placu Sławika i Antalla. 31 sierpnia odsłonięto kolejną figurkę na Szlaku Ślonski Godki – Drach, przedstawiającą smoka. Stanęła ona na terenie Chorzowa, przed Legendią.
We wrześniu 2018 roku ze względu na ciągłe dewastacje i kradzieże rzeźb (z dziewięciu figurek w tym czasie pozostały tylko cztery – Drach, Skarbnik, Heksa i Bebok) zdecydowano, że nie wrócą już one na szlak w dotychczasowej postaci. Pojawiła się koncepcja zmiany formy szlaku – zamiast figurek miały pojawić się ich cyfrowe odpowiedniki – znaczniki, które miały stać w miejscach, gdzie poprzednio stały rzeźby. Postaci miały się wyświetlać na ekranie telefonu po pobraniu specjalnej aplikacji i wczytaniu kodu ze znacznika.

### Beboki projektu Grzegorza Chudego

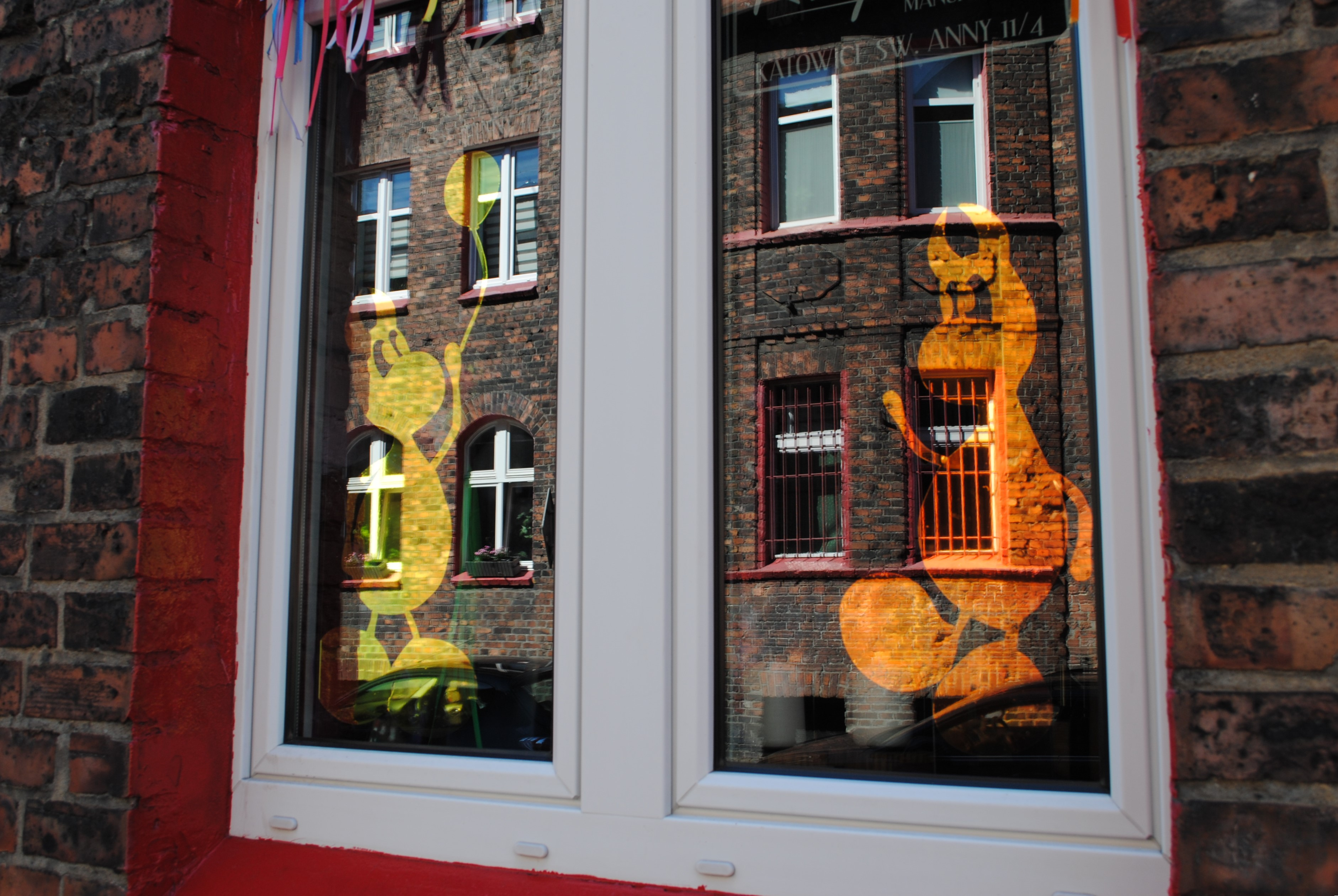
Szablony przedstawiające beboki na oknie pracowni artystycznej przy ulicy św. Anny w Katowicach (2024)

Pomysł na figurki przedstawiające beboki pojawił się za sprawą katowickiego artysty Grzegorza Chudego w 2018 roku – początkowo w formie rysunku dla dziecka, po czym zaczął on malować akwarele przedstawiające legendarne istoty. Pierwsza książka o bebokach jego autorstwa powstała w 2019 roku i opowiadała o ich życiu w Nikiszowcu.
W późniejszym czasie przyszedł pomysł, by zrobić figurki, które stałyby się ozdobą Nikiszowca. Do atelier Grzegorza Chudego zawitali Dariusz Kik i Karolina Piechota, którzy stwierdzili, że są w stanie odlać figurkę beboka z brązu i ją umiejscowić. Pierwsza z nich stanęła na krótki czas w Nikiszowcu już w styczniu 2021 roku, a dwiema pierwszymi stałymi figurkami były Michalino i Wincynt, które zostały postawione na terenie zabytkowego osiedla w lipcu tego samego roku.
29 września 2021 roku odsłonięte zostały pierwsze beboki poza Nikiszowcem. Wówczas to przed Galerią Katowicką odsłonięto dwie nowe figurki o imionach Frelka i Miglanc. Ich imiona wyłoniono w internetowym konkursie z wielu propozycji mieszkańców Katowic. Odbyła się wówczas uroczystość celebrująca ich postawienie, w której uczestniczyli dyrektorka Galerii Katowickiej Joanna Bagińska, artysta Grzegorz Chudy oraz prezydent Katowic Marcin Krupa.
1 czerwca 2022 roku odsłonięty został bebok o imieniu Bebook. Pojawił się w wyniku akcji „Zróbmy beboka”, którą zorganizowano na prośbę uczniów Społecznej Szkoły Podstawowej nr 1 STO w Katowicach. Po wizycie w atelier Chudego zapragnęli oni umieścić własnego beboka przed budynkiem szkoły.
29 września 2022 roku w Galerii Katowickiej obchodzony był Dzień Beboków. Wówczas postawiono tam figurkę Bōncloka, którego imię wybrali mieszkańcy Katowic, podobnie jak w przypadku rzeźb znajdujących się przed wejściem do galerii. Tego samego dnia na scenie Teatru Korez odbyła się premiera spektaklu Teatru Trip pn. Beboki. Propozycja jego powstania przyszła ze strony Grzegorza Chudego, a inspiracją były jego akwarele.
19 października 2022 roku na terenie Fabryki Porcelany miało miejsce odsłonięcie beboka Bogucia, a uroczystość ta związana była z jubileuszem Fundacji Giesche. Imię dla beboka wybrano w internetowym konkursie. 4 grudnia tego samego roku w parku Boguckim stanęła kolejna figurka beboka – górnika Ferdynanda zmierzającego na szychtę do kopalni „Ferdynand” (później „Katowice”). W sfinansowanie figurki zaangażowali się licznie mieszkańcy Bogucic, kupując ozdobne magnesy zaprojektowane specjalnie na tę okoliczność i uczestnicząc w aukcji internetowej celem zakupienia akwareli przedstawiającej beboki. Z okazji odsłonięcia beboka zorganizowano w parku festyn pod hasłem „Barbórka z Bebokiem” oraz specjalny bieg. Katowickie beboki pod koniec 2022 roku znalazły się w teledysku do utworu Co to jest za dźwiynk, który miał być zaproszeniem do ich odkrywania.
W połowie stycznia 2023 roku odsłonięto figurkę beboka na katowickim Rynku, który trzyma w rękach serce w kształcie logo Katowic. 30 maja 2023 roku przed wejściem do gmachu III Liceum Ogólnokształcącego im. A. Mickiewicza w Katowicach odsłonięto beboczkę Kasię. W czerwcu 2023 roku w Giszowcu przed wejściem do giszowieckiej filii Miejskiego Domu Kultury „Szopienice-Giszowiec” stanął bebok Ewald, który miał upamiętnić Ewalda Gawlika, a został on odsłonięty w ramach obchodów Giszowieckiego Dnia Dziecka. Jeszcze w tym samym miesiącu, pod koniec czerwca własną figurkę zyskał Śląski Uniwersytet Medyczny w Katowicach. Stanęła ona przed Biblioteką Główną ŚUM-u przy ulicy Warszawskiej. Beboka odsłonił rektor uczelni prof. Tomasz Szczepański.
W sierpniu 2023 roku osłonięto pierwszą poza Katowicami figurkę beboka. Umieszczono ją w Sopocie przy Sopotorium i była to beboczka Kuracjuszka.

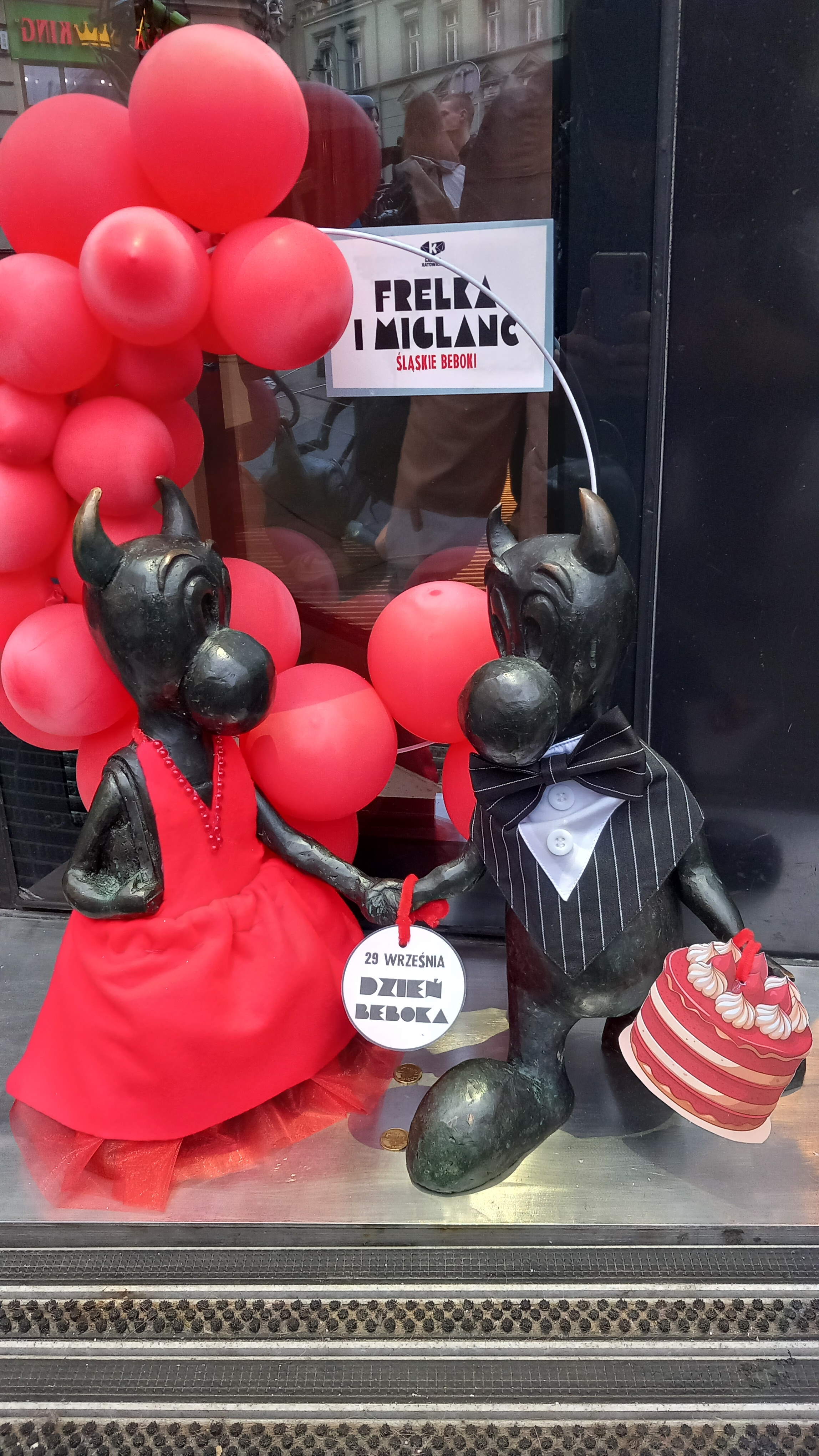
Figurki beboków Frelka i Miglanc przystrojone na Dzień Beboka 2024

11 września 2023 roku nastąpiło uroczyste otwarcie skweru przy biurowcach .KTW w postaci podium ze schodami, na którym odsłonięto kolejnego katowickiego beboka – Katewusia. 2 października tego samego roku przy wejściu do Działu Etnologii Muzeum Historii Katowic na ulicy Rymarskiej 4 stanął kolejny nikiszowiecki bebok – dwie figurki Sztefa i Erwinek. Drugi z nich nawiązuje do Erwina Sówki – malarza prymitywisty z Grupy Janowskiej, a Sztefa upamiętnia mieszkankę Nikiszowca, która korzystała z nikiszowieckiego magla. Na początku listopada 2023 roku przed Centrum Psychiatrii w Katowicach im. dr. Krzysztofa Czumy stanęła beboczka Harmonia, która z założenia ma przypominać o konieczności zachowania psychicznej równowagi. Figurka ta powstała z inicjatywy psycholożki Joanny Czumy-Sitek. Z okazji 96. urodzin katowickiej rozgłośni Polskiego Radia 4 grudnia 2023 roku przed siedzibą Radia Katowice w obecności marszałka województwa śląskiego Jakuba Chełstowskiego i prezydenta Katowic Marcina Krupy został odsłonięty bebok Antenek.
13 marca 2024 roku przy II Liceum Ogólnokształcącym im. M. Konopnickiej w Katowicach z udziałem prezydenta Marcina Krupy i artysty Grzegorza Chudego (jednocześnie absolwenta tejże szkoły) odsłonięto beboka Konopiusza. Kilka dni później, 22 marca przed głównym wejściem do Akademii Górnośląskiej im. W. Korfantego w Katowicach odbyła się uroczystość odsłonięcia beboka Akademikusa.
25 kwietnia 2024 roku, podczas debaty sejmowej nad ustawą o uznaniu etnolektu śląskiego jako język regionalny, posłanka na Sejm RP Ewa Kołodziej z Koalicji Obywatelskiej pojawiła się na mównicy z maskotkami beboków – Trudki i Alojza. Mówiła m.in., że „kiedyś straszono nimi dzieci, a obecnie są to przesympatyczne stworki, postaci z bajek”.
9 maja 2024 roku na Koszutce uroczyście odsłonięto figurę beboczki Doradziejki, która została umieszczona na placu Grunwaldzkim. Jej fundatorem był Śląski Oddział Krajowej Izby Doradców Podatkowych. 31 maja tego samego roku odsłonięto pierwszego beboka na osiedlu Tysiąclecia – był nim Tauzenik. Stanął on na skwerze przy ulicy Zawiszy Czarnego 8. Podczas obchodów Dnia Rektorskiego dla Rodziny przez Uniwersytet Ekonomiczny w Katowicach 20 czerwca 2024 roku został odsłonięty bebok przed budynkiem Centrum Nowoczesnych Technologii Informatycznych. Uniwersyteckie Centrum Kliniczne im. prof. Kornela Gibińskiego Śląskiego Uniwersytetu Medycznego w Katowicach w ramach obchodów 50-lecia istnienia ligockiego szpitala 10 września 2024 roku odsłoniło dwie figurki beboków-lekarzy, które zostały postawione obok wejść do placówek przy ulicy Ceglanej 35 i przy ulicy Medyków 14. Powstał także wielkoformatowy mural.
W 2024 roku Dzień Beboka (29 września), wcześniej obchodzony tylko w Galerii Katowickiej, nabrał ogólnomiejskiego charakteru – wiele instytucji i lokali usługowych sprawujących pieczę nad figurkami beboków zaoferowało tego dnia atrakcje czy specjalne promocje, część z nich za okazaniem odznaki łowcy beboków. W październiku 2024 w ramach akcji „Badaj Piersi z Bebokami” organizowanej przez fundację Oko w Oko z Rakiem, część beboków została ubrana w różowe szaliki. Pierwszym bebokiem, który otrzymał szalik, była Florka.
Na początku stycznia 2025 roku został ustawiony pierwszy bebok na terenie dzielnicy Załęże – była nim beboczka Cukerzołza, która stanęła przed wejściem do cukierni przy ulicy Gliwickiej 107. 8 kwietnia tego samego roku w sklepie sieci IKEA w Katowicach, we wnętrzach inspirowanych katowickim Nikiszowcem pojawiła się wystawa akwareli Grzegorza Chudego i zdjęć przedstawiające beboki, w tym m.in. Emę i Oswalda, Harmonię czy Zeflika, a 17 maja w budynku Działu Etnologii Miasta Muzeum Historii Katowic czasowa wystawa kilkudziesięciu fotografii Marka Foltyna prezentująca beboki z różnych części Katowic.
31 maja 2025 roku o 10:30 odsłonięto figurkę beboczki Leśniczyny, a o 12:00 figurki Georga i Emila, czym liczba beboków w Katowicach osiągnęła 100.